# Agaristodes feisthamelii
Agaristodes feisthamelii là một loài bướm đêm trong họ Noctuidae.